# Edo Murtić
Edo Murtić (* 4. Mai 1921 in Velika Pisanica bei Bjelovar, Königreich Jugoslawien; † 2. Januar 2005 in Zagreb, Kroatien) war ein jugoslawischer und später kroatischer Maler und Grafiker.

## Leben
Nach dem Umzug mit seinen Eltern nach Zagreb besuchte er dort die Grundschule und später die Handwerksschule.
Im Jahr 1939 begann er ein Studium an der Akademie der feinen Künste in Zagreb. Er ging 1940 nach Belgrad, um dort als Meisterschüler bei Petar Dobrović (1890–1942) zu studieren. Nach seiner Rückkehr setzte er seine Ausbildung bei Ljubo Babić (1890–1974) fort.
Murtić war schon als Jugendlicher ein überzeugter Sozialist.
Nach Beginn des Zweiten Weltkriegs engagierte er sich in der antifaschistischen Bewegung. Im Jahr 1944 wurde er Teil des bewaffneten Widerstands gegen die deutsche Besatzung. Vor und auch während dieser Zeit begann er seine künstlerische Tätigkeit zu intensivieren. Er schuf Grafiken, gestaltete Bücher und Poster. Nach dem Ende des Kriegs war er bereits in Jugoslawien, aber auch darüber hinaus ein bekannter Künstler.
Im Jahr 1952 hatte Murtić seine erste Einzelausstellung in Zagreb. Seine Malerei vor und während des Kriegs war gegenständlich, seit dem Ende des Zweiten Weltkriegs gehörte seine Malerei zum Abstrakten Expressionismus. Im Jahr 1959 war Edo Murtić Teilnehmer der documenta II in Kassel.
Seine Werke wurden bis zu seinem Tode in mehr als 150 Einzel- und 300 Gruppenausstellungen weltweit gezeigt.
Murtić war Mitglied der Kroatischen Akademie für Wissenschaft und Kunst und Mitglied des Kroatischen „Helsinki Committee for Human Rights“.
In seinen letzten Lebensjahren wohnte Edo Murtić in Zagreb und in Vrsar in der Region Istrien. Er starb in einem Krankenhaus in Zagreb.
Er wurde auf dem Mirogoj-Friedhof in Zagreb beigesetzt.